# Stilobezzia baojia
Stilobezzia baojia är en tvåvingeart som beskrevs av Liu och Shi 2002. Stilobezzia baojia ingår i släktet Stilobezzia och familjen svidknott. Inga underarter finns listade i Catalogue of Life.